# Újlőrincfalva
Újlőrincfalva è un comune dell'Ungheria di 315 abitanti (dati 2001). È situato nella contea di Heves.